# Irina Kirchler
Irina Elisabeth Kirchler (* 11. Juni 1983 in Niederau, verheiratete Irina Juen) ist eine ehemalige österreichische Triathletin, Duathletin und mehrfache Staatsmeisterin (1998, 1999, 2009).

## Werdegang
Zwischen 1988 und 1996 wurde Irina Kirchler 83-fache Tiroler Meisterin im Schwimmen. In den Jahren von 1991 bis 1998 erreichte sie zahlreiche nationale Trophäen im Crosscountry.
Ihr Vater Richard Kirchler war ebenso aktiver Triathlet und erreichte den Welt- und Europameistertitel im Wintertriathlon-Masters. Irina Kirchler startete 1993 in Graz bei ihrem ersten Triathlon.

### Staatsmeisterin Duathlon Kurzdistanz 1998
Irina Kirchler war seit 1998 Mitglied des Nationalkaders und seit 2005 startete sie als Profiathletin.
1998 und erneut 1999 wurde die Tirolerin österreichische Staatsmeisterin auf der Duathlon-Kurzdistanz.
2006 und erneut 2007 wurde sie Dritte bei der Staatsmeisterschaft auf der Triathlon-Kurzdistanz. 
Ein angepeilter Start bei den Olympischen Spielen 2008 wurde durch eine Erkrankung an Pfeifferschem Drüsenfieber verhindert.
Sie startete für den Verein 1. Raika TTC Innsbruck und war als Zeitsoldatin beim Österreichischen Bundesheer in Innsbruck als Bundesheer-Leistungssportlerin. Ihr Spitzname ist Rini.

### Staatsmeisterin Triathlon Kurzdistanz 2009
Im Juni 2009 wurde sie auf der Wiener Donauinsel beim Vienna City Triathlon Staatsmeisterin auf der olympischen Distanz (Triathlon Kurzdistanz: 1,5 km Schwimmen, 40 km Radfahren und 10 km Laufen).
Sie wurde trainiert von der ehemaligen britischen Triathletin Michelle Dillon gemeinsam mit Marco Wolf und der Schwimmerin Heidi Steinacher.
Nachdem sie 2011 eine angepeilte Nominierung für die Olympischen Spiele 2012 in London verpasst hatte, wechselte sie von der Kurz- auf die Mitteldistanz (1,9 km Schwimmen, 90 km Radfahren und 21,1 km Laufen).
2012 erklärte die damals 29-Jährige ihre Profi-Karriere für beendet.
Irina Juen ist seit dem Ende ihrer siebenjährigen Profikarriere im Personalwesen tätig. Sie ist verheiratet und lebt mit ihrem Mann und einem Kind in Wildschönau in Tirol.

## Sportliche Erfolge
| Datum/Jahr    | Rang | Wettbewerb                                     | Austragungsort        | Zeit       | Bemerkung |
| ------------- | ---- | ---------------------------------------------- | --------------------- | ---------- | --- |
| 20. Mai 2012  | 11   | Ironman 70.3 Austria                           | St. Pölten            | 04:40:02   | [ 2 ] |
| 18. März 2012 | 5    | Ironman 70.3 Singapore                         | Singapur              | 04:40:18   | erster Start auf der Mitteldistanz (1,9 km Schwimmen, 90 km Radfahren und 21,1 km Laufen)                                                                                            |
| 25. Juni 2011 | DNF  | ETU Triathlon European Championships           | Pontevedra            | –          | Rennabbruch nach Hitzekollaps |
| 11. Juni 2011 | 2    | ÖTRV Staatsmeisterschaft Triathlon Kurzdistanz | Wien                  | 02:07:07   | An ihrem 28. Geburtstag wurde Kirchler bei der Österreichischen Staatsmeisterschaft Zweite auf der olympischen Distanz – beim Vienna City Triathlon hinter der Kärntnerin Eva Wutti. |
| 3. Apr. 2011  | 18   | ITU Triathlon European Cup                     | Antalya               | 01:55:52   | persönliche Bestzeit auf der olympischen Distanz (1,5 km Schwimmen, 40 km Radfahren und 10 km Laufen)                                                                                |
| 24. Okt. 2010 | 7    | ITU Triathlon Asian Cup                        | Hongkong              | 02:17:23   | |
| 19. Sep. 2010 | 5    | ITU Triathlon European Cup                     | Loutraki              | 02:10:49   | gleichzeitig Balkan Championship |
| 5. Sep. 2010  | 7    | Maschsee-Triathlon                             | Hannover              |            | auf der Sprintdistanz (750 Meter Schwimmen, 17 km Radfahren und 5 km Laufen) |
| 12. Juni 2010 | 2    | ÖTRV Staatsmeisterschaft Triathlon Kurzdistanz | Wien                  | 02:05:19   | Zweite bei der Österreichischen Staatsmeisterschaft auf der olympischen Distanz hinter Lydia Waldmüller beim Vienna City Triathlon                                                   |
| 16. Mai 2010  | 10   | Deutsche Triathlon-Bundesliga                  | Gladbeck              | 00:24:01   | im Super-Sprint (0,25 km Schwimmen, 5,5 km Radfahren, 2,5 km Laufen) hinter der Siegerin Lisa Nordén aus Schweden                                                                    |
| 2. Mai 2010   | 1    | TDW – Tage der Wahrheit                        | Graz                  | 01:54:09,3 | 30. April bis 2. Mai 2010 – 1,5 km Schwimmen, 40 km Radfahren und 10 km Laufen mit getrennter Zeitnehmung                                                                            |
| 2009          | 31   | ETU Triathlon European Championships           | Holten                | 02:04:41   | Europameisterschaft im Juli 2009 auf der olympischen Kurzdistanz hinter der Schweizer Siegerin Nicola Spirig                                                                         |
| 6. Juni 2009  | 1    | ÖTRV Staatsmeisterschaft Triathlon Kurzdistanz | Wien                  | 02:07:27   | Vor Veronika Hauke wurde Irina Kirchner auf der Wiener Donauinsel beim Vienna City Triathlon Österreichische Staatsmeisterin auf der olympischen Distanz.                            |
| 16. Juni 2007 | 3    | ÖTRV Staatsmeisterschaft Triathlon Kurzdistanz | Wien                  | 02:04:04   | Hinter Lisa Hütthaler und Carina Prinz wurde Irina Kirchler Dritte über die olympische Distanz im Rahmen des Vienna City Triathlon                                                   |
| 20. Aug. 2006 | 3    | ÖTRV Staatsmeisterschaft Triathlon Kurzdistanz | Neufeld an der Leitha |            | im Rahmen des Neufelder Triathlon |
| 17. Juli 2006 | 1    | Kirchbichl Triathlon                           | Kirchbichl            |            | Sieg beim Kirchbichl Triathlon (gleichzeitig Tiroler Triathlon-Landesmeisterschaften) – vor der Deutschen Ina Reinders.                                                              |
| 30. Apr. 2006 | 1    | Stadt-Triathlon München                        | München               | 01:01:29   | Sieg vor den beiden Deutschen Anja Ippach und Heike Funk. |
| 2005          | 3    | ÖTRV Staatsmeisterschaft Triathlon U23         | Osterreich            |            | |
| 31. Juli 2005 | 1    | München Triathlon                              | München               | 02:04:06   | Sieg vor den beiden Deutschen Renate Forstner und Cordula Möller |
| 17. Juli 2005 | 12   | ETU Triathlon U23 European Championship        | Sofia                 | 02:13:12   | Zwölfte bei der U23-Triathlon-Europameisterschaft |
| 2001          | 1    |                                                | Osterreich            |            | Österreichische und Tiroler Meisterin im Sprinttriathlon |
| 1999          | 1    |                                                | Osterreich            |            | Österreichische und Tiroler Meisterin im Triathlon |
| 1997          | 1    |                                                | Osterreich            |            | Österreichische und Tiroler Schülermeisterschaften |
| 1996          | 2    | Österreichische Schülermeisterschaften         | Osterreich            |            | |

| Datum/Jahr | Rang | Wettbewerb                                               | Austragungsort | Zeit | Bemerkung                                                                        |
| ---------- | ---- | -------------------------------------------------------- | -------------- | ---- | -------------------------------------------------------------------------------- |
| 2001       | 1    | ÖTRV Staatsmeisterschaft Duathlon Sprintdistanz Junioren | Wien           |      | Österreichische und Tiroler Juniorenmeisterin Sprint-Duathlon auf der Donauinsel |
| 1999       | 1    | ÖTRV Staatsmeisterschaft Duathlon                        | Osterreich     |      | Österreichische Meisterin im Duathlon                                            |
| 1998       | 1    | ÖTRV Staatsmeisterschaft Duathlon                        | Osterreich     |      | Österreichische und Tiroler Meisterin Duathlon                                   |

| Datum/Jahr  | Rang | Wettbewerb            | Austragungsort | Zeit     | Bemerkung       |
| ----------- | ---- | --------------------- | -------------- | -------- | --------------- |
| 8. Mai 2010 | 3    | Innsbrucker Stadtlauf | Innsbruck      | 00:36:25 | 10.000 m Laufen |

(DNF – Did Not Finish)